# Ctenantedon
Ctenantedon is een geslacht van haarsterren uit de familie Antedonidae.

## Soort
- Ctenantedon kinziei Meyer, 1972